# Cacioricotta
Il cacioricotta è un formaggio prodotto nel mezzogiorno d'Italia, in particolare in Cilento, Basilicata, Puglia e Calabria.

## Lavorazione
Come indica il nome, è prodotto con una tecnica di lavorazione ibrida, a metà tra quella del formaggio e quella della ricotta. Si realizza con latte solitamente di pecora o di capra, ma talvolta anche di mucca o di bufala.
Per la sua realizzazione si porta il latte, opportunamente filtrato, all'ebollizione o quasi; poi si procede ad abbassarne la temperatura fino ad una temperatura di 38-40°, solo a questo punto viene aggiunto il caglio.
Avendo portato, a differenza del formaggio ordinario, il latte a temperature vicino ai 90°, si ottiene che venga inglobata nella cagliata non solo la caseina (come un qualsiasi formaggio) ma anche l'albumina che invece si separa con il siero (come succede per la ricotta).

## Riconoscimenti
Il cacioricotta è riconosciuto prodotto agroalimentare tradizionale su proposta delle seguenti regioni:
Regione Basilicata
- cacioricotta

Regione Calabria
- cacioricotta

Regione Campania
- cacioricotta di capra cilentana

Regione Lazio
- cacioricotta di bufala

Regione Puglia
- cacioricotta salentino